# Хейдън (Колорадо)
Вижте пояснителната страница за други значения на Хейдън.
Хейдън (на английски: Hayden) е град в окръг Раут, щата Колорадо, САЩ. Хейдън е с население от 1634 жители (2000) и обща площ от 6,4 km². Намира се на 1961 m надморска височина. ЗИП кодът му е 81639, а телефонният му код е 970.